# Isabelle Nottet
Isabelle Nottet (Uithoorn, 6 maart 2003) is een Nederlands voetbalspeelster. Ze speelt als aanvaller voor Telstar in de Vrouwen Eredivisie.

## Carrière
Isabelle Nottet speelde in haar jeugdjaren voor Legmeervogels en CSW Wilnis voordat ze overstapte naar de jeugdopleiding van VV Alkmaar. In het seizoen 2020/21 maakte Nottet haar debuut voor VV Alkmaar in de Vrouwen Eredivisie in een uitwedstrijd tegen Excelsior. In dezelfde wedstrijd wist Nottet ook gelijk haar eerste doelpunt voor VV Alkmaar te maken. De wedstrijd ging met 3-2 verloren.
Op 26 mei 2022 maakte Nottet samen met ploeggenote Jasmijn van der Heijde de stap naar het eerste elftal van de Alkmaarders.
In het seizoen 2022/23 keerde ze terug naar Telstar. Na afloop van het debuutseizoen werd Nottet op 24 mei 2023 als eerste nieuwe aanwinst gepresenteerd voor in het seizoen 2023/24. Op 9 september 2023 maakte Nottet haar debuut voor Telstar in een uitwedstrijd tegen PSV door in de basis te starten. Nottet maakte op 1 mei 2024 haar eerste doelpunt voor Telstar in een thuiswedstrijd tegen AZ. Ze verlengde haar contract op 23 augustus 2024 met een jaar, waardoor Nottet ook in het seizoen 2024/25 uitkomt voor de Witte Leeuwinnen.

## Statistieken
| Seizoen | Club       | Land      | Competitie         | Wedstrijden | Doelpunten |
| ------- | ---------- | --------- | ------------------ | ----------- | ---------- |
| 2020/21 | vv Alkmaar | Nederland | Vrouwen Eredivisie | 4           | 1          |
| 2021/22 | vv Alkmaar | Nederland | Vrouwen Eredivisie | 4           | 0          |
| 2022/23 | vv Alkmaar | Nederland | Vrouwen Eredivisie | 7           | 0          |
| 2023/24 | Telstar    | Nederland | Vrouwen Eredivisie | 22          | 1          |
| 2024/25 | Telstar    | Nederland | Vrouwen Eredivisie | 0           | 0          |
| Totaal  | Totaal     | Totaal    | Totaal             | 37          | 2          |

Laatste update: 27 jan 2024
1 Steen ·
2 Donker ·
3 Hermans ·
4 Takeshige ·
5 Ridder ·
6 Remijnse ·
7 Verhoeve ·
8 Gomez ·
9 Van Belen ·
10 Kira ·
11 Hassani ·
12 Van de Pol ·
13 Blomquist ·
14 Nottet ·
15 Daalman ·
16 Rispens ·
17 Lagcher ·
18 Vader ·
19 Vis ·
20 Tiebie ·
21 Berrevoets ·
22 Van den Heuvel ·
23 Van der Vlist ·
24 Ursem ·
41 Schoorl ·
Coach: Engelkes